# Lijst van graven in de Vallei der Koningen
Deze lijst bevat alle graven van de Vallei der Koningen bij West-Thebe in Egypte en nabijgelegen gebieden. Egyptologen gebruiken meestal de term KV (Valley of the Kings) maar in het Nederlands wordt DK (Dal der Koningen) aangehouden om de graven aan te duiden. De graven in de Westelijke Vallei worden aangeduid met WV.
Opmerkelijk is dat van de 63 gevonden graven er slechts 24 koningsgraven zijn
Het huidige systeem is gemaakt door John Gardiner Wilkinson in 1831. Een aantal graven was reeds in de oudheid bekend. De overige tomben zijn genummerd in de volgorde wanneer de tomben zijn ontdekt en DK 5 is herontdekt.

## Oosten van de Vallei
In het oosten van de vallei zijn de meeste tomben te vinden; graven DK 1 t/m DK 21 en DK 26 t/m DK 65.
| Naam rotsgraf | Eigenaar                    | Dynastie              | Ontdekking                              |
| ------------- | --------------------------- | --------------------- | --------------------------------------- |
| Graf DK 1     | Ramses VII                  | 20e Dynastie          | In de oudheid                           |
| Graf DK 2     | Ramses IV                   | 20e Dynastie          | In de oudheid                           |
| Graf DK 3     | Zoon van Ramses III         | 20e Dynastie          | In de oudheid                           |
| Graf DK 4     | Ramses XI                   | 20e Dynastie          | In de oudheid                           |
| Graf DK 5     | Zonen van Ramses II         | 19e Dynastie          | Voor 1799                               |
| Graf DK 6     | Ramses IX                   | 20e Dynastie          | In de oudheid                           |
| Graf DK 7     | Ramses II                   | 19e Dynastie          | In de oudheid                           |
| Graf DK 8     | Merenptah                   | 19e Dynastie          | In de oudheid                           |
| Graf DK 9     | Ramses V en Ramses VI       | 20e Dynastie          | In de oudheid                           |
| Graf DK 10    | Amenmesses                  | 19e Dynastie          | In de oudheid                           |
| Graf DK 11    | Ramses III                  | 20e Dynastie          | In de oudheid                           |
| Graf DK 12    | Onbekend                    | 18e/19e/20e Dynastie  | Voor 1739                               |
| Graf DK 13    | Bay                         | 20e Dynastie          | In de oudheid                           |
| Graf DK 14    | Tawosret en Sethnacht       | 20e Dynastie          | In de oudheid                           |
| Graf DK 15    | Seti II                     | 20e Dynastie          | In de oudheid                           |
| Graf DK 16    | Ramses I                    | 19e Dynastie          | Giovanni Battista Belzoni, oktober 1817 |
| Graf DK 17    | Seti I                      | 19e Dynastie          | Giovanni Battista Belzoni, oktober 1817 |
| Graf DK 18    | Ramses X                    | 20e Dynastie          | In de oudheid                           |
| Graf DK 19    | Montoehersjepsef            | 20e Dynastie          | Giovanni Battista Belzoni, oktober 1817 |
| Graf DK 20    | Hatsjepsoet en Thoetmosis I | 18e Dynastie          | 1799                                    |
| Graf DK 21    | Onbekend                    | vermoed. 19e Dynastie | Giovanni Battista Belzoni, oktober 1817 |
| Graf DK 26    | Onbekend                    | vermoed. 18e Dynastie | James Burton, voor 1835                 |
| Graf DK 27    | Onbekend                    | vermoed. 18e Dynastie | Voor 1832                               |
| Graf DK 28    | Onbekend                    | vermoed. 18e Dynastie | Voor 1832                               |
| Graf DK 29    | Onbekend                    | Nieuwe Rijk           | Voor 1832                               |
| Graf DK 30    | Onbekend                    | vermoed. 18e Dynastie | Giovanni Battista Belzoni, 1817         |
| Graf DK 31    | Onbekend                    | vermoed. 18e Dynastie | Giovanni Battista Belzoni, oktober 1817 |
| Graf DK 32    | Tia'a                       | 18e Dynastie          | Victor Loret, 1898                      |
| Graf DK 33    | Onbekend                    | vermoed. 18e Dynastie | Victor Loret, 1899                      |
| Graf DK 34    | Thoetmoses III              | 18e Dynastie          | Victor Loret, februari 1899             |
| Graf DK 35    | Amenhotep II                | 18e Dynastie          | Victor Loret, maart 1898                |
| Graf DK 36    | Maiherperi                  | 19e Dynastie          | Victor Loret, maart 1899                |
| Graf DK 37    | Onbekend                    | vermoed. 18e Dynastie | Victor Loret, 1899                      |
| Graf DK 38    | Thoetmoses I                | 18e Dynastie          | Victor Loret, maart 1899                |
| Graf DK 39    | Amenhotep I                 | 18e Dynastie          | Victor Loret, maart 1899                |
| Graf DK 40    | Onbekend                    | vermoed. 18e Dynastie | Victor Loret, maart 1899                |
| Graf DK 41    | Tetisheri?                  | 17e Dynastie          | Victor Loret, maart 1899                |
| Graf DK 42    | Hatsjepsoet-Meryetre        | 18e Dynastie          | Victor Loret, maart 1900                |
| Graf DK 43    | Thoetmoses IV               | 18e Dynastie          | Howard Carter, januari 1903             |
| Graf DK 44    | Onbekend                    | 18e en 22e Dynastie   | Howard Carter, januari 1901             |
| Graf DK 45    | Oeserhat                    | 18e Dynastie          | Howard Carter, februari 1902            |
| Graf DK 46    | Yuya en Thuya               | 18e Dynastie          | James E. Quibell, februari 1905         |
| Graf DK 47    | Siptah                      | 19e Dynastie          | Edward R. Ayrton, december 1905         |
| Graf DK 48    | Amenemopet                  | 18e Dynastie          | Edward R. Ayrton, januari 1906          |
| Graf DK 49    | Onbekend                    | vermoed. 18e Dynastie | Edward R. Ayrton, december 1905         |
| Graf DK 50    | Onbekend                    | vermoed. 18e Dynastie | Edward R. Ayrton, december 1906         |
| Graf DK 51    | Onbekend                    | vermoed. 18e Dynastie | Edward R. Ayrton, januari 1906          |
| Graf DK 52    | Onbekend                    | vermoed. 18e Dynastie | Edward R. Ayrton, januari 1906          |
| Graf DK 53    | Onbekend                    | Nieuwe Rijk           | Edward R. Ayrton, 1905/1906             |
| Graf DK 54    | Toetanchamon                | 18e Dynastie          | Edward R. Ayrton, december 1907         |
| Graf DK 55    | Teje of Achnaton            | 18e Dynastie          | Edward R. Ayrton, januari 1907          |
| Graf DK 56    | Onbekend                    | vermoed. 19e Dynastie | Edward R. Ayrton, januari 1908          |
| Graf DK 57    | Horemheb                    | 18e Dynastie          | Edward R. Ayrton, februari 1908         |
| Graf DK 58    | Onbekend                    | vermoed. 18e Dynastie | E. Harold Jones, 1909                   |
| Graf DK 59    | Onbekend                    | vermoed. 18e Dynastie | Onbekend                                |
| Graf DK 60    | Satra                       | 18e Dynastie          | Howard Carter, 1903                     |
| Graf DK 61    | Onbekend                    | Nieuwe Rijk           | E. Harold Jones, 1910                   |
| Graf DK 62    | Toetanchamon                | 18e Dynastie          | Howard Carter, november 1922            |
| Graf DK 63    | Onbekend                    | Vermoed. 18e Dynastie | Otto Schaden, maart 2005                |
| Graf DK 64    | Nehmes Bastet               | 22e Dynastie          | Dr. Elina Paulin-Grothe, juli 2008      |
| Graf DK 65    | Onbekend                    | Vermoed. 18e Dynastie | Dr. Elina Paulin-Grothe, juli 2008      |
| Graf DK A     | Onbekend                    | Vermoed. 18e Dynastie | Karl Richard Lepsius, 1844              |
| Graf DK F     | Onbekend                    | Vermoed. 18e Dynastie | Howard Carter, 1921                     |

## Westelijke Vallei
De Westelijke Vallei omvat een paar tomben; graven WV 22 t/m WV 25.
| Naam rotsgraf | Eigenaar          | Dynastie         | Ontdekking                      |
| ------------- | ----------------- | ---------------- | ------------------------------- |
| Graf WV 22    | Amenhotep III     | 19e Dynastie     | Voor 1799                       |
| Graf WV 23    | Eje               | 18e Dynastie     | Giovanni Battista Belzoni, 1816 |
| Graf WV 24    | Onbekend          | 18e/19e Dynastie | 1843                            |
| Graf WV 25    | Vermoed. Achnaton | 18e Dynastie     | Giovanni Battista Belzoni, 1817 |
| Graf WV A     | Onbekend          | 18e Dynastie     | Robert Hay, 1825                |
| Graf WV F     | Onbekend          | 18e Dynastie     | Howard Carter, 1921             |